# إيرني دود
إيرني دود (بالإنجليزية: Ernie Dodd)‏ هو لاعب اتحاد الرغبي نيوزيلندي، ولد في 21 مارس 1880 في دنيدن في نيوزيلندا، وتوفي في 11 سبتمبر 1918.